# ノーラン・ライアン
リン・ノーラン・ライアン・ジュニア（Lynn Nolan Ryan Jr., 1947年1月31日 - ）は、アメリカ合衆国テキサス州レフュージオ出身の元プロ野球選手（投手）。ニックネームは「Ryan Express」。右投右打。シーズン最多奪三振記録・通算最多奪三振記録保持者。現在はヒューストン・アストロズのエグゼクティブ・アドバイザーを務めている。

## 経歴

### プロ入り前
テキサス州レフュージオでリン・ノーラン・ライアン・シニアとマーサ・リー・ハンコックの間に6人兄弟の末っ子として生まれた。その当時ライアン一家は、レフュリオ郡ウッズボロの近くに住んでいた。生後6週間でヒューストン郊外のアルヴィンに引っ越す。家庭は貧しく、父は早朝の新聞配達と石油会社勤務を兼業していた。このような家庭環境からかライアンは早熟で、12歳の頃には自ら貯めた金で子牛を買って育ててそれを売り、その金で新しい子牛を買いまた育てて売る、を繰り返して牛を増やし、高校入学時には自分の牧場を借りるまでになっていた。また中学1年にして自分の車も所有していた。高校時代に7回19奪三振を記録するなど速球派投手として有名だった。

### プロ入りとメッツ時代
1965年のMLBドラフトでニューヨーク・メッツから12巡目に指名を受け入団。
1966年はA級で17勝2敗、防御率2.51、272奪三振、127四球を記録。奪三振・四球・勝利数は当時のリーグ新記録となった。最優秀投手に選出され、AAA級ウィリアムスポートに昇格。ポータケット戦で9.1イニングで21奪三振を記録した。活躍が評価されてメジャーに昇格し、9月11日のアトランタ・ブレーブス戦でメジャーデビュー。9月18日のヒューストン・アストロズ戦で初先発するが1回4失点で降板し敗戦投手となるなど1敗・防御率15.00に終わった。
1967年は前半陸軍予備兵として過ごし後半に復帰したが、右肘の腱を断裂し、リハビリのためメジャーでの出場はなかった。
1968年は開幕から先発ローテーションに入り、5月14日のシンシナティ・レッズ戦で球団記録（当時）の14奪三振。後半は故障で離脱するが6勝9敗、防御率3.09、134イニングで133奪三振を記録した。
1969年4月9日の開幕第2戦でモントリオール・エクスポズ戦で、同年から公式記録となったセーブを球団史上初めて記録した。主にリリーフとして登板し6勝3敗、防御率3.53の成績で、チームの地区優勝に貢献。ブレーブスとのリーグチャンピオンシップシリーズでは第3戦で3回途中から登板し、そのまま最後まで投げ切って勝利投手となり、球団創設以来初のリーグ優勝を果たす。ボルチモア・オリオールズとのワールドシリーズでは第3戦で7回途中からリリーフし、2.1イニングを無失点に抑えてセーブを記録。チームは下馬評を覆し、4勝1敗でワールドチャンピオンに輝いた。これは、自身のキャリアを通じて最初で最後のワールドシリーズ出場となった。
1970年4月18日のフィラデルフィア・フィリーズ戦では初回先頭打者に安打を打たれるが、その後無安打に抑えて15奪三振でメジャー初完封。終盤はリリーフに回ることが多くなり、7勝11敗、防御率3.42ながら131.2イニングで97四球。
1971年は前半戦で8勝6敗、防御率2.24を記録するが、後半戦で2勝8敗、防御率7.74と大きく失速。10勝14敗、防御率3.97、152イニングで116四球と制球に苦しんだ。

### エンゼルス時代

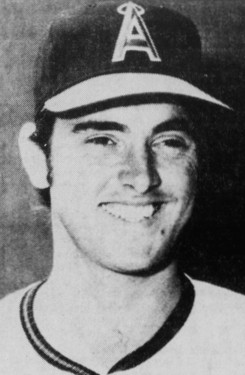
エンゼルス時代のライアン（1972年）

1971年12月10日にジム・フレゴシとの交換トレードでリロイ・スタントン、他2選手と共にカリフォルニア・エンゼルスに移籍。
1972年はスプリングトレーニングで捕手のジェフ・トーボーグと共にフォーム改造に取り組む。トーボーグは「モーションを急ぐために足の踏み出しに腕の振りが追い付いていない。だからボールが左右ではなく高く逸れる」とフォームを分析し、欠点を指摘した。その後選手会は年金問題を掲げて史上初のストライキに入る。後年彼は当時を振り返り「あの状況が後1週間でも続いたら、私はアルヴィンに戻り、二度と戻るつもりなどなかった。労働者としての職を得て、それで過ごしていくつもりだった」と語っている。ストライキ収拾後はデル・ライス監督やトム・モーガン投手コーチも一致協力し、時間をかけて改造を行う。ライアンは後年「機械的でうんざりすることもあったが、結局はこの作業が私のピッチングを変えることになった」と振り返っている。同年は前半戦で11勝を記録し、自身初のオールスターゲームに選出される。後半戦は防御率1.41と安定感が増し、19勝16敗、防御率2.28、いずれもリーグ最多の329奪三振、9完封、157四球、18暴投を記録し、最多奪三振のタイトルを獲得した。この年の9イニングあたり被安打数5.26は1968年のルイス・ティアントを下回る当時のMLB記録で、60試合制の2020年にトレバー・バウアーとディネルソン・ラメットに抜かれるまでMLB記録だった（現在もア・リーグ記録）。
1973年5月15日のカンザスシティ・ロイヤルズ戦でノーヒットノーランを達成。7月15日のデトロイト・タイガース戦では17奪三振で1938年のジョニー・ヴァンダーミーア以来史上2人目の年間2度目のノーヒットノーラン。最後の打者ノーム・キャッシュはクラブハウスにあったテーブルの脚を持って打席に立った。球審ロン・ルチアーノに制止され渋々バットに持ち替えたが、その際「バットじゃ奴の球は打てない。これを使わせてくれ」と言ったという。シーズン最終登板を前に367奪三振で、サンディー・コーファックスが1965年に記録したMLB記録382の更新は難しいと思われたが、9月27日のミネソタ・ツインズ戦で延長11回を完投して16三振を奪い新記録を達成。終盤に7連勝を記録するなど21勝16敗、防御率2.87、383奪三振、MLB記録の2桁奪三振23試合、リーグ最多の162四球を記録したが、サイ・ヤング賞の投票ではジム・パーマーに次ぐ2位で終わった。
1974年8月12日のボストン・レッドソックス戦でMLBタイ記録（当時）の19奪三振を記録。8月20日のタイガース戦で、球団の企画で赤外線レーダーによる球速の測定が行われ、そこで記録されたのが100.9mph（162.4㎞/h）で、ギネス世界記録に認定された。しかし全ての球を計測したわけではなく、その1球は9回に記録された。本人も「あれ以上に速いと思ったボールもあった」と語っている。9月28日のツインズ戦では15奪三振で3度目のノーヒットノーランを達成。キャリアハイの22勝（16敗）、防御率2.89、いずれもリーグ最多の367奪三振、332.2イニング、202四球を記録。200四球は1938年のボブ・フェラー以来36年ぶりだった。
1975年6月1日のオリオールズ戦で3年連続4度目のノーヒットノーランを達成し、コーファックスに並ぶ。6月6日までに10勝を記録するが、その後8連敗。8月に故障で戦線離脱し、14勝に留まった。
1976年は8月28日まで10勝17敗だったがその後7勝1敗と巻き返し、いずれもリーグ最多の18敗（17勝）、327奪三振、7完封、183四球を記録した。
1977年5月19日から6月16日にかけて7試合連続2桁奪三振を記録。19勝16敗、防御率2.77、いずれもリーグ最多の341奪三振、22完投、204四球、21暴投の成績だった。
1979年はシーズン初登板で打ち込まれたがその後復調。終盤失速したが16勝14敗、防御率3.60、共にリーグ最多の223奪三振、5完封を記録し、チーム創設以来初の地区優勝に貢献。オリオールズとのリーグチャンピオンシップシリーズでは第1戦に先発したが7回3失点（自責点1）で勝敗付かず、チームは1勝3敗で敗退した。オフにGMのバジー・バベシに「勝率5割の投手」と見切りをつけられてフリーエージェントとなった。

### アストロズ時代

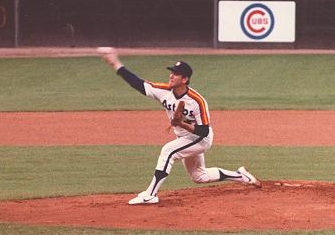
アストロズ時代のライアン（1983年）

1979年11月19日にアストロズと4年総額450万ドルで契約し、史上初の100万ドルプレーヤーとなった。
1980年は11勝10敗に留まるが、チームは創設以来初の地区優勝を果たす。フィリーズとのリーグチャンピオンシップシリーズでは第2戦に先発し、7回途中2失点も勝敗付かず。最終第5戦では7回を終わって5-2とリードしていたが、8回に捕まり降板。延長の末チームは敗れ、リーグ優勝はならなかった。
1981年は9月26日のロサンゼルス・ドジャース戦で史上最多5度目のノーヒットノーランを達成した。11勝5敗、防御率1.69の成績で自身初の最優秀防御率を記録、タイトル獲得となった。しかし、この年は50日間に及ぶストライキを実施した影響でレギュラーシーズン公式戦が一時中断された。この結果、シーズンの短縮が決定したのだが、試合数が減少する対応策としてシーズンを前期と後期に分けるスプリットシーズン制を採用した。レギュラーシーズン終了後のプレーオフでは先ず、東地区と西地区の中で前期と後期の最高勝率チームによるディビジョンシリーズ（地区優勝決定戦）を行った。このディビジョンシリーズを制した2チームがセカンドステージであるリーグチャンピオンシップシリーズ（リーグ優勝決定戦）へと進出した。ディビジョンシリーズへ進出したチームは東地区がフィラデルフィア・フィリーズとモントリオール・エクスポズ、西地区はロサンゼルス・ドジャースとヒューストン・アストロズだった。当時、アストロズはナショナルリーグ西地区所属であり、後期優勝のチームだった。ドジャース対アストロズのディビジョンシリーズでは第1戦に先発してフェルナンド・バレンズエラと投手戦を演じ、2安打1失点完投勝利した。しかし、ディビジョンシリーズ2度目の先発となる第5戦では6回自責点2の好投も敗戦投手となった。結局は、ドジャースがアストロズを破った。アストロズはディビジョンシリーズ敗退（対戦成績2勝3敗）で終わった。
1982年は開幕から4連敗を喫するなど前半戦は不調だったが、後半戦で防御率2.11を記録するなど復調し、16勝12敗、防御率3.16、245奪三振の成績で終了。
1983年5月2日の古巣メッツ戦で通算3510個目の三振を奪い、ウォルター・ジョンソンが持つ通算奪三振のメジャー記録を更新。その後故障で1ヶ月離脱するものの、前半戦で防御率1.94を記録。後半戦でやや数字を落としたが、14勝9敗、防御率2.98を記録した。
1985年は途中8連敗を喫するなど10勝12敗に終わる。
1986年は後半戦で防御率2.27を記録し、チームは6年ぶりの地区優勝を果たす。古巣メッツとのリーグチャンピオンシップシリーズでは第2戦に先発するが5回5失点で敗戦投手。第5戦ではドワイト・グッデンと投手戦を演じ、9回を2安打、12奪三振、1失点と好投するが延長の末に敗戦投手となり、チームも2勝4敗で敗退した。
1987年は好投しながら打線の援護に恵まれず、途中8連敗を喫するなど8勝16敗と大きく負け越して連続2桁勝利が16年で途切れたが、共にリーグトップの防御率2.76、270奪三振を記録し、移籍後初の最多奪三振を獲得。サイ・ヤング賞の投票では5位に入った。最優秀防御率と最多奪三振を獲得しながら受賞を逃したのは史上3人目、4度目。
1988年は12勝11敗、228奪三振で2年連続の最多奪三振を獲得。オフにフリーエージェントとなった。

### レンジャーズ時代
1988年12月7日にテキサス・レンジャーズと契約。この時ライアンは日本球界入りに前向きであり、オリックスと契約寸前に漕ぎ着けていた。

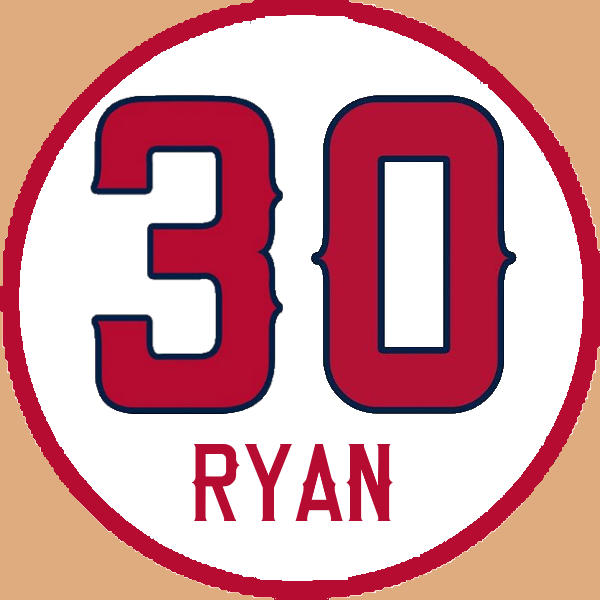
ライアンのエンゼルス在籍時の背番号「30」。
カリフォルニア・エンゼルスの永久欠番に1992年指定。

1989年は前半戦で10勝を記録。8月22日のオークランド・アスレチックス戦で5回にリッキー・ヘンダーソンから三振を奪い、空前絶後の通算5000奪三振を達成。16勝10敗、防御率3.20、12年ぶりの300奪三振となる301奪三振で3年連続の最多奪三振を獲得し、サイ・ヤング賞の投票で5位に入った。
1990年は43歳にして開幕投手を務め、5回を無安打に抑える。4月26日のシカゴ・ホワイトソックス戦で球団記録の16奪三振で1安打完封勝利を挙げ、6月11日のアスレチックス戦で自身6度目のノーヒットノーランを達成。3球団での達成は史上初だった。7月31日のミルウォーキー・ブルワーズ戦で史上20人目の通算300勝を達成。13勝9敗、232奪三振で4年連続の最多奪三振を獲得した。
1991年5月1日のトロント・ブルージェイズ戦は体調が悪く、「5回まで持たないかもしれないから、代わりの投手を用意しておいてくれ」と言い残しての登板だったが、16奪三振で7度目のノーヒットノーランを達成。44歳3ヶ月での達成は現在でも史上最年長記録である。12勝6敗、防御率2.91、203奪三振、リーグトップのWHIP1.01を記録した。
1992年は故障もあって6月まで1勝に留まるが、7月4日のニューヨーク・ヤンキース戦で13奪三振完投勝利を挙げるなど7月に4勝・防御率1.96を記録。しかしその後は援護に恵まれず6連敗を喫し、5勝9敗に終わる。同年エンゼルス在籍時の背番号『30』が永久欠番に指定された。
1993年9月22日のシアトル・マリナーズ戦で一死も取れずに2安打、4四球、5失点で降板。降板後に右肘に痛みが走り、残りのシーズンの登板を回避したことにより、これが現役最後の登板となった。46歳にして速球は98mph（約157.7km/h）を記録した。

### 引退後
1996年にアストロズとレンジャーズでの背番号『34』が、それぞれ永久欠番に指定され、特にレンジャーズでの永久欠番は球団初だった。3球団での永久欠番は史上初だった。ただし、メッツの『34』は1年しかつけていないため、永久欠番にするには相応しくないとして指定されなかった。
1999年に資格取得1年目で野球殿堂入りを果たす。殿堂入りは記者投票で決まるが、ライアンの得票数491票は歴代1位（当時）、得票率98.79%はかつてメッツのチームメイトだったトム・シーバーに次ぐ歴代2位だった。「レンジャーズに在籍した時、私のキャリアと試合における存在感は一段上のレベルになった。あの何年かは、私にとって特別なものだ」と殿堂プレートのライアンはレンジャーズの帽子を被っており、レンジャーズの選手として初の殿堂入りとなった。また同年MLBオールセンチュリー・チームの右投手部門で1位に選ばれている。
2006年にはアストロズで特別アドバイザーを務め、後進の指導を行った。アストロズ在籍時のロジャー・クレメンスと撮影したツーショット写真もある。

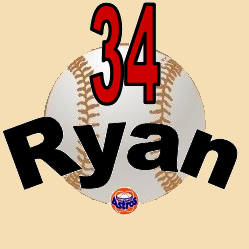
ライアンのアストロズ在籍時の背番号「34」。
ヒューストン・アストロズの永久欠番に1996年指定。

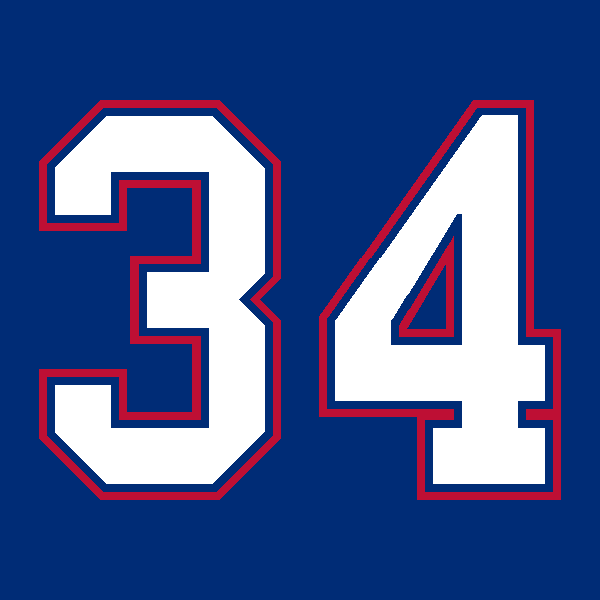
ライアンのレンジャーズ在籍時の背番号「34」。
テキサス・レンジャーズの永久欠番に1996年指定。

レンジャーズ時代の監督でNPB千葉ロッテマリーンズでも監督を務めたボビー・バレンタインとは旧知の間柄であり、その縁もあって2007年7月18日に千葉マリンスタジアムで行われたオリックス・バファローズ戦で始球式を行った。
2008年2月6日にレンジャーズの球団社長に就任。1925年以来初めての、殿堂入り選手によるメジャーリーグ球団社長就任となった。
2011年3月11日にはCEOに就任した。
2013年10月17日にレンジャーズのCEOを10月31日限りで辞任することを発表した。
2014年2月11日に古巣・アストロズのエグゼクティブ・アドバイザーに就任した。

## 選手としての特徴
スリークォーターから最速100.9mph（約162.4km/h）のフォーシームに、縦に大きく割れる一級品のカーブ、サークルチェンジを持ち球に、数多の強打者たちから三振の山を築いていった。ただし全盛期の制球力は良くなく、与四球2795と暴投277はMLB歴代一位である。
通算投球回数2000回以上の投手が対象である、投球回数9回に対する通算の奪三振率が9.0以上の投手7人のうちの1人であり、投球回数9回に対する通算の奪三振率9.55は、マックス・シャーザー、ランディ・ジョンソン、ペドロ・マルティネス、クレイトン・カーショウに次いでMLB史上5位である。3000投球回以上ではジョンソンに次ぐ歴代2位で、歴代5位の5386回を投げながら高い奪三振率を維持できた身体の頑丈さもMLB史上屈指と言える。
当時、異端児と言われた投手コーチのトム・ハウスと二人三脚で編み出した独特のトレーニング法・調整法は後年の投手に多大な影響を与えた。その徹底された健康管理とトレーニング方法は著書「ピッチャーズ・バイブル」に詳細に書かれている。また、投手には一般的でないどころか、害になるとさえ言われていたウエイトトレーニングを取り入れ、肩周辺のローテーターカフ（いわゆるインナーマッスル。当時はこれらの言葉も一般的ではなかった）もアウターマッスル同様に鍛えるエクササイズを取り入れていたことは、驚くべきことである。「投手は若い内はより多くのイニングを投げて肩を作るべきだ」という独自の理論を持っており、現在のMLBでスタンダードとなっている「先発投手は1試合100球・1シーズン200イニング」という考え方に疑問を持っているとのコメントが「ピッチャーズ・バイブル」の中において、ある研究者へ寄せられている。
ノーヒットノーランを7回達成している。また8回まで無安打だったのに9回で安打を許してしまったことが5試合あったとのこと。通算被安打率（9回ごとの被安打数）6.56は1000投球回以上での歴代1位、1972年のシーズン被安打率5.26は規定投球回以上での歴代3位。
投手としての球種はカーブ、サークルチェンジ(1986年頃から)『米書　guide　to　pitchers』より

## 詳細情報

### 年度別投手成績
| 年 度     | 球 団     | 登 板 | 先 発 | 完 投 | 完 封 | 無 四 球 | 勝 利 | 敗 戦 | セ 丨 ブ | ホ 丨 ル ド | 勝 率 | 打 者 | 投 球 回 | 被 安 打 | 被 本 塁 打 | 与 四 球 | 敬 遠 | 与 死 球 | 奪 三 振 | 暴 投 | ボ 丨 ク | 失 点 | 自 責 点 | 防 御 率 | W H I P |
| --------- | --------- | ----- | ----- | ----- | ----- | -------- | ----- | ----- | -------- | ----------- | ----- | ----- | -------- | -------- | ----------- | -------- | ----- | -------- | -------- | ----- | -------- | ----- | -------- | -------- | ------- |
| 1966      | NYM       | 2     | 1     | 0     | 0     | 0        | 0     | 1     | 0        | --          | .000  | 17    | 3.0      | 5        | 1           | 3        | 1     | 0        | 6        | 1     | 0        | 5     | 5        | 15.00    | 2.67    |
| 1968      | NYM       | 21    | 18    | 3     | 0     | 0        | 6     | 9     | 0        | --          | .400  | 559   | 134.0    | 93       | 12          | 75       | 4     | 4        | 133      | 7     | 0        | 50    | 46       | 3.09     | 1.25    |
| 1969      | NYM       | 25    | 10    | 2     | 0     | 0        | 6     | 3     | 1        | --          | .667  | 375   | 89.1     | 60       | 3           | 53       | 3     | 1        | 92       | 1     | 3        | 38    | 35       | 3.53     | 1.26    |
| 1970      | NYM       | 27    | 19    | 5     | 2     | 0        | 7     | 11    | 1        | --          | .389  | 570   | 131.2    | 86       | 10          | 97       | 2     | 4        | 125      | 8     | 0        | 59    | 50       | 3.42     | 1.39    |
| 1971      | NYM       | 30    | 26    | 3     | 0     | 0        | 10    | 14    | 0        | --          | .417  | 705   | 152.0    | 125      | 8           | 116      | 4     | 15       | 137      | 6     | 1        | 78    | 67       | 3.97     | 1.59    |
| 1972      | CAL       | 39    | 39    | 20    | 9     | 0        | 19    | 16    | 0        | --          | .543  | 1154  | 284.0    | 166      | 14          | 157      | 4     | 10       | 329      | 18    | 0        | 80    | 72       | 2.28     | 1.14    |
| 1973      | CAL       | 41    | 39    | 26    | 4     | 0        | 21    | 16    | 1        | --          | .568  | 1355  | 326.0    | 238      | 18          | 162      | 2     | 7        | 383      | 15    | 0        | 113   | 104      | 2.87     | 1.23    |
| 1974      | CAL       | 42    | 41    | 26    | 3     | 0        | 22    | 16    | 0        | --          | .579  | 1392  | 332.2    | 221      | 18          | 202      | 3     | 9        | 367      | 9     | 0        | 127   | 107      | 2.89     | 1.27    |
| 1975      | CAL       | 28    | 28    | 10    | 5     | 0        | 14    | 12    | 0        | --          | .538  | 864   | 198.0    | 152      | 13          | 132      | 0     | 7        | 186      | 12    | 0        | 90    | 76       | 3.45     | 1.43    |
| 1976      | CAL       | 39    | 39    | 21    | 7     | 0        | 17    | 18    | 0        | --          | .486  | 1196  | 284.1    | 193      | 13          | 183      | 2     | 5        | 327      | 5     | 2        | 117   | 106      | 3.36     | 1.32    |
| 1977      | CAL       | 37    | 37    | 22    | 4     | 0        | 19    | 16    | 0        | --          | .543  | 1272  | 299.0    | 198      | 12          | 204      | 7     | 9        | 341      | 21    | 3        | 110   | 92       | 2.77     | 1.34    |
| 1978      | CAL       | 31    | 31    | 14    | 3     | 0        | 10    | 13    | 0        | --          | .435  | 1008  | 234.2    | 183      | 12          | 148      | 7     | 3        | 260      | 13    | 2        | 106   | 97       | 3.72     | 1.41    |
| 1979      | CAL       | 34    | 34    | 17    | 5     | 0        | 16    | 14    | 0        | --          | .533  | 937   | 222.2    | 169      | 15          | 114      | 3     | 6        | 223      | 9     | 0        | 104   | 89       | 3.60     | 1.27    |
| 1980      | HOU       | 35    | 35    | 4     | 2     | 0        | 11    | 10    | 0        | --          | .524  | 982   | 233.2    | 205      | 10          | 98       | 1     | 3        | 200      | 10    | 1        | 100   | 87       | 3.35     | 1.30    |
| 1981      | HOU       | 21    | 21    | 5     | 3     | 0        | 11    | 5     | 0        | --          | .688  | 605   | 149.0    | 99       | 2           | 68       | 1     | 1        | 140      | 16    | 2        | 34    | 28       | 1.69     | 1.12    |
| 1982      | HOU       | 35    | 35    | 10    | 3     | 0        | 16    | 12    | 0        | --          | .571  | 1050  | 250.1    | 196      | 20          | 109      | 3     | 8        | 245      | 18    | 2        | 100   | 88       | 3.16     | 1.22    |
| 1983      | HOU       | 29    | 29    | 5     | 2     | 1        | 14    | 9     | 0        | --          | .609  | 804   | 196.1    | 134      | 9           | 101      | 3     | 4        | 183      | 5     | 1        | 74    | 65       | 2.98     | 1.20    |
| 1984      | HOU       | 30    | 30    | 5     | 2     | 0        | 12    | 11    | 0        | --          | .522  | 760   | 183.2    | 143      | 12          | 69       | 2     | 4        | 197      | 6     | 3        | 78    | 62       | 3.04     | 1.15    |
| 1985      | HOU       | 35    | 35    | 4     | 0     | 0        | 10    | 12    | 0        | --          | .455  | 983   | 232.0    | 205      | 12          | 95       | 8     | 9        | 209      | 14    | 2        | 108   | 98       | 3.80     | 1.29    |
| 1986      | HOU       | 30    | 30    | 1     | 0     | 0        | 12    | 8     | 0        | --          | .600  | 729   | 178.0    | 119      | 14          | 82       | 5     | 4        | 194      | 15    | 0        | 72    | 66       | 3.34     | 1.13    |
| 1987      | HOU       | 34    | 34    | 0     | 0     | 0        | 8     | 16    | 0        | --          | .333  | 873   | 211.2    | 154      | 14          | 87       | 2     | 4        | 270      | 10    | 2        | 75    | 65       | 2.76     | 1.14    |
| 1988      | HOU       | 33    | 33    | 4     | 1     | 2        | 12    | 11    | 0        | --          | .522  | 930   | 220.0    | 186      | 18          | 87       | 6     | 7        | 228      | 10    | 7        | 98    | 86       | 3.52     | 1.24    |
| 1989      | TEX       | 32    | 32    | 6     | 2     | 1        | 16    | 10    | 0        | --          | .615  | 988   | 239.1    | 162      | 17          | 98       | 3     | 9        | 301      | 19    | 1        | 96    | 85       | 3.20     | 1.09    |
| 1990      | TEX       | 30    | 30    | 5     | 2     | 0        | 13    | 9     | 0        | --          | .591  | 818   | 204.0    | 137      | 18          | 74       | 2     | 7        | 232      | 9     | 1        | 86    | 78       | 3.44     | 1.03    |
| 1991      | TEX       | 27    | 27    | 2     | 2     | 0        | 12    | 6     | 0        | --          | .667  | 683   | 173.0    | 102      | 12          | 72       | 0     | 5        | 203      | 8     | 0        | 58    | 56       | 2.91     | 1.01    |
| 1992      | TEX       | 27    | 27    | 2     | 0     | 0        | 5     | 9     | 0        | --          | .357  | 675   | 157.1    | 138      | 9           | 69       | 0     | 12       | 157      | 9     | 0        | 75    | 65       | 3.72     | 1.32    |
| 1993      | TEX       | 13    | 13    | 0     | 0     | 0        | 5     | 5     | 0        | --          | .500  | 291   | 66.1     | 54       | 5           | 40       | 0     | 1        | 46       | 3     | 0        | 47    | 36       | 4.88     | 1.42    |
| MLB：27年 | MLB：27年 | 807   | 773   | 222   | 61    | 4        | 324   | 292   | 3        | --          | .526  | 22575 | 5386.0   | 3923     | 321         | 2795     | 78    | 158      | 5714     | 277   | 33       | 2178  | 1911     | 3.19     | 1.25    |

- 各年度の太字はリーグ最高、赤太字はMLB最高

### 年度別守備成績
| 年 度 | 球 団 | 投手（P） | 投手（P） | 投手（P） | 投手（P） | 投手（P） | 投手（P） |
| 年 度 | 球 団 | 試 合     | 刺 殺     | 補 殺     | 失 策     | 併 殺     | 守 備 率  |
| ----- | ----- | --------- | --------- | --------- | --------- | --------- | --------- |
| 1966  | NYM   | 2         | 1         | 0         | 0         | 0         | 1.000     |
| 1968  | NYM   | 21        | 5         | 11        | 4         | 0         | .800      |
| 1969  | NYM   | 25        | 0         | 4         | 1         | 0         | .800      |
| 1970  | NYM   | 27        | 11        | 10        | 4         | 2         | .840      |
| 1971  | NYM   | 30        | 5         | 15        | 3         | 2         | .870      |
| 1972  | CAL   | 39        | 7         | 28        | 6         | 2         | .854      |
| 1973  | CAL   | 41        | 11        | 28        | 2         | 1         | .951      |
| 1974  | CAL   | 42        | 12        | 48        | 6         | 1         | .909      |
| 1975  | CAL   | 28        | 12        | 18        | 7         | 3         | .811      |
| 1976  | CAL   | 39        | 14        | 34        | 7         | 1         | .873      |
| 1977  | CAL   | 37        | 20        | 35        | 8         | 1         | .873      |
| 1978  | CAL   | 31        | 13        | 33        | 8         | 3         | .852      |
| 1979  | CAL   | 34        | 8         | 29        | 4         | 1         | .902      |
| 1980  | HOU   | 35        | 13        | 27        | 5         | 0         | .889      |
| 1981  | HOU   | 21        | 5         | 16        | 1         | 3         | .955      |
| 1982  | HOU   | 35        | 9         | 33        | 2         | 1         | .955      |
| 1983  | HOU   | 29        | 4         | 28        | 2         | 0         | .941      |
| 1984  | HOU   | 30        | 7         | 11        | 2         | 0         | .900      |
| 1985  | HOU   | 35        | 6         | 20        | 2         | 0         | .929      |
| 1986  | HOU   | 30        | 10        | 17        | 2         | 2         | .931      |
| 1987  | HOU   | 34        | 11        | 18        | 1         | 1         | .967      |
| 1988  | HOU   | 33        | 8         | 18        | 4         | 0         | .867      |
| 1989  | TEX   | 32        | 11        | 19        | 3         | 0         | .909      |
| 1990  | TEX   | 30        | 7         | 13        | 0         | 1         | 1.000     |
| 1991  | TEX   | 27        | 7         | 14        | 0         | 1         | 1.000     |
| 1992  | TEX   | 27        | 2         | 16        | 3         | 1         | .857      |
| 1993  | TEX   | 13        | 1         | 4         | 3         | 0         | .625      |
| MLB   | MLB   | 807       | 220       | 547       | 90        | 27        | .895      |

- 各年度の太字はリーグ最高

### タイトル
- 最優秀防御率：2回（1981年、1987年）
- 最多奪三振：11回（1972年 - 1974年、1976年 - 1979年、1987年 - 1990年）※歴代2位、ウォルター・ジョンソンの12回に次ぐ

### 表彰
- アメリカ野球殿堂（1999年）
- メジャーリーグベースボール・オールセンチュリー・チーム（1999年）※投手として最多得票
- DHLホームタウン・ヒーローズ選出（2006年）※アストロズ、レンジャーズの2球団で選出
- フランチャイズ・フォー（2015年）※アストロズ、レンジャーズ、エンゼルスの3球団で選出

### 記録
- ワールドシリーズ優勝：1回（1969年）
- ノーヒットノーラン：7回（歴代最多、2位はサンディー・コーファックスの4回）
  - 1973年5月15日、対カンザスシティ・ロイヤルズ戦
  - 1973年7月15日、対デトロイト・タイガース戦
  - 1974年9月28日、対ミネソタ・ツインズ戦
  - 1975年6月1日、対ボルチモア・オリオールズ戦
  - 1981年9月26日、対ロサンゼルス・ドジャース戦
  - 1990年6月11日、対オークランド・アスレチックス戦
  - 1991年5月1日、対トロント・ブルージェイズ戦
- MLBオールスターゲーム選出：8回（1972年、1973年、1975年、1977年、1979年、1981年、1985年、1989年）
- 通算奪三振：5714（歴代1位）※2位はランディ・ジョンソンの4875
- 3000奪三振：1980年7月4日（33歳） ※歴代最年少
- 通算与四球：2795（歴代1位）※スティーブ・カールトンの1833を更新
- 通算暴投数：277（歴代1位）※19世紀の最多はトニー・マレーンの343
- 通算投球回：5386（歴代5位）[19]
- 通算完封：61回（歴代7位タイ）[20]
- 通算奪三振率：9.55（歴代16位）※2021年現在、1000投球回以上での記録。2000投球回以上では歴代5位[15]
- 通算被安打率：6.56（歴代1位）※2021年現在、1000投球回以上での記録[18]
- 実働年数：27年（歴代1位）※19世紀のキャップ・アンソンに並び、20世紀以降ではトミー・ジョンの26年を更新[21]
- 開幕投手：9回
- シーズン奪三振：383（歴代8位）※20世紀以降ではサンディー・コーファックスの382を更新
- シーズン200四球：1974年（202）、1977年（204）※20世紀以降ではボブ・フェラー（208）に次ぐ2人のみ
- 1試合奪三振：19（1974年6月14日、1974年8月12日、1974年8月20日、1977年6月8日）
- イマキュレートイニング：2回（1968年4月19日、1972年7月9日）
- 年俸100万ドル：1980年（史上初）

### 背番号
- 34（1966年、1980年 - 1993年）※ヒューストン・アストロズ、テキサス・レンジャーズの永久欠番
- 30（1968年 - 1979年）※ロサンゼルス・エンゼルスの永久欠番